# Kút (folyóirat)
Kút – baloldali írók szépirodalmi és kritikai szemléje Aradon. Csak 1930/1-es számát ismerjük.

## Szerkesztők, munkatársak
Szerkesztette Fáskerti Tibor, Pénzes Artúr és Erdős György. Az előszóban leszögezik: "Programunk ennyi: Európa legfiatalabb írója Henri Barbusse, és mi szívünkre öleljük a fiatalságot." A szám Balla Károly, Wojticzky Gyula és Salamon László verseit közli, Franyó Zoltán régi arab gúnydalok, Pénzes Artúr A bányász c. Aron Cotruș-vers fordításával, Szántó György novellával, Schauter Aladár A mai Oroszország irodalmi élete c. írásával szerepel.